# David Durand (acteur)
Pour les articles homonymes, voir Durand et David Durand.
David Durand (né le 27 juillet 1920 à Cleveland, Ohio, aux États-Unis et mort le 25 juillet 1998 à Bridgeview, Illinois aux États-Unis) est un acteur américain de cinéma.

## Filmographie paytielle
- 1934 : Viva Villa ! de Jack Conway
- 1938 : Les Anges aux figures sales (Angels with Dirty Faces) de Michael Curtiz
- 1940 : Le Mystère du château maudit (The Ghost Breakers) de George Marshall
- 1940 : The Tulsa Kid de George Sherman
- 1943 : Les bourreaux meurent aussi (Hangmen Also Die!) de Fritz Lang